# 阿卜杜勒拉赫曼·加里卜
阿卜杜勒拉赫曼·加里卜（阿拉伯语：‎，1997年3月31日—）是沙特阿拉伯的职业足球运动员，司职前锋。现效力于沙特阿拉伯职业足球联赛的艾納斯，也代表沙特阿拉伯国家足球队。

## 榮譽
艾納斯
- 阿拉伯球會冠軍盃冠軍：2023[3]